# Martha Nussbaum
Martha Nussbaum   (Nova York, 6 de maig de 1947) és una filòsofa estatunidenca que actualment ocupa la càtedra Ernst Freund Distinguished Service Professor of Law and Ethics a la Universitat de Chicago, on està adscrita a la facultat de dret i al departament de filosofia. És membre del Comitè d'Estudis del Sud d'Àsia i forma part del consell del Programa de Drets Humans. Col·labora amb els comitès de relacions interculturals i de reforma de l'educació de diversos països i és membre de l'Acadèmia Americana de les Arts i les Ciències. Anteriorment, va impartir docència a les universitats Harvard i a Brown.
La seva obra s'especialitza en la filosofia antiga, la filosofia política, l'existencialisme, el feminisme i l'ètica, incloent-hi els drets dels animals. És autora d'una gran producció bibliogràfica, essent The Fragility of Goodness la seva obra més notable, i ha estat guardonada amb el premi Kyoto d'Arts i Filosofia de 2016, el premi Berggruen de 2018 i el premi Holberg de 2021. En els darrers anys, també ha estat considerada candidata al premi Nobel de Literatura.
L'any 2025, en substitució del filòsof anglès John Locke, Martha Nussbaum va incorporar-se a les proves d'accés a la universitat a Catalunya, essent la primera filòsofa dona a formar-ne part.

## Biografia
Va néixer a Nova York el 6 de maig de 1947, filla de George Craven, un advocat de Filadèlfia, i Betty Warren, una dissenyadora d'interiors. Durant la seva adolescència, Nussbaum va assistir a The Baldwin School a Bryn Mawr. Va descriure la seva educació com «l'elit WASP de la Costa Est: molt estèril, molt preocupada pels diners i l'estatus». Més endavant atribuiria la seva impaciència amb els «filòsofs mandarins» i la seva dedicació al servei públic a la «renúncia de la meva pròpia educació aristocràtica. No m'agrada res que es presenti com un grup exclusiu o una elit, sigui el grup de Bloomsbury o Derrida».
Després de cursar dos anys al Wellesley College, va abandonar la carrera per a fer teatre i estudiar els clàssics a la Universitat de Nova York on es va graduar en Arts el 1969. Posteriorment, va orientar la seva trajectòria cap a la filosofia a la Universitat Harvard, on va aconseguir el màster el 1972 i el doctorat en filosofia el 1975, sota la tutela del professor G. E. L. Owen.
Martha Craven es va casar amb Alan Nussbaum el 1969 i es van divorciar el 1987. Durant aquest matrimoni es va convertir al judaisme i va tenir la seva filla Rachel. El seu vincle amb el judaisme s'ha anat enfortint amb els anys: el 2008 va fer la bat mitsvà als 59 anys, en una cerimònia al Temple KAM Isaiah Israel de Chicago. Hi va llegir fragments de la Torà i va donar una xerrada sobre com la veritable consolació es relaciona amb la lluita per la justícia global. La seva filla Rachel va morir el 2019 per complicacions després d'un trasplantament d'òrgans.
Nussbaum també va tenir una relació sentimental amb Cass Sunstein i van viure junts durant més d'una dècada, amb qui havia estat compromesa per casar-se. Anteriorment havia tingut una relació afectiva amb l'economista indi Amartya Sen.

## Carrera professional
Als anys 1970 i principis dels 1980 va ensenyar filosofia i clàssiques a Harvard, fins que li van denegar la titularitat pel Departament de Clàssiques el 1982. Nussbaum es va traslladar aleshores a la Universitat Brown, on va ensenyar fins al 1995 quan es va unir a la facultat de dret de la Universitat de Chicago. El seu llibre de 1986 The Fragility of Goodness, sobre l'ètica grega antiga i la tragèdia grega, la va convertir en una figura reconeguda dins de l'àmbit de les humanitats. A Brown, els estudiants de Nussbaum incloïen la filòsofa Linda Martín Alcoff i l'actor i dramaturg Tim Blake Nelson. El 1987 va guanyar atenció pública a causa de la seva crítica desfavorable de l'obra The Closing of the American Mind del filòsof Allan Bloom. El seu treball més recent Frontiers of Justice, l'estableix com una teòrica de la justícia global. L'obra de Nussbaum sobre les capacitats sovint s'ha centrat en les llibertats i oportunitats desiguals de les dones, i ha desenvolupat un tipus distintiu de feminisme, inspirant-se en la tradició liberal, però subratllant que el liberalisme comporta un replanteig radical de les relacions de gènere i de les relacions dins de la família.
Una altra àrea principal del treball filosòfic de Nussbaum són les emocions i n'ha defensat una concepció neoestoica segons la qual funcionen com a valoracions que donen gran importància a coses i persones que, tot i estar fora del nostre control, tenen una gran importància per a la nostra plenitud personal. A partir d'aquesta base, ha fet anàlisis del dol, la compassió i l'amor i, en un llibre posterior, del fàstic i la vergonya.

De les emocions també en destaca la seva importància en la formació de la personalitat. L'infant veu com és incapaç de satisfer les seves necessitats i les busca en els altres, per qui desenvolupa forts sentiments d'amor (cap a qui el cuida), d'odi (qui el priva dels seus anhels) i de solidaritat (els altres que reconeix tan febles com ell). Si es fomenten els sentiments positius augmenta la cohesió social, mentre que l'odi inicial, combinat amb un autoodi i fàstic cap a les pròpies febleses, pot portar cap a la discriminació de col·lectius titllats d'inferiors. L'assumpció de la vulnerabilitat com quelcom natural en l'ésser humà ajuda a fomentar els lligams intergrupals i la justícia, basada en l'empatia i en el reconeixement de la dignitat humana de tothom.

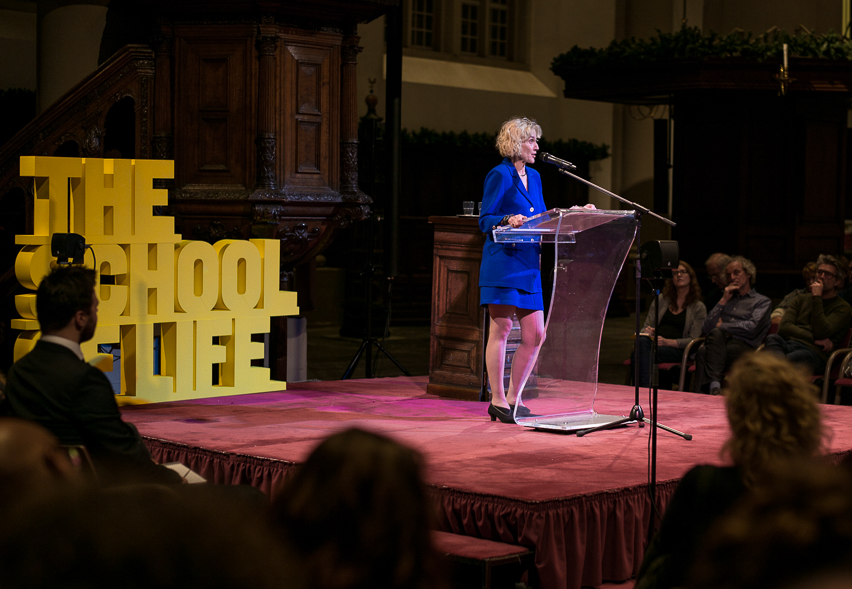
Nussbaum a The School of Life el 2016

Nussbaum ha participat en debats amb altres intel·lectuals, tant en els seus escrits acadèmics com en les pàgines de revistes i ressenyes de llibres i, en una ocasió, com a testimoni expert en un tribunal. En el judici a Colorado per al cas Romer contra Evans, va argumentar contra l'afirmació que la història de la filosofia proporciona a l'estat un «interès imperiós» a favor d'una llei que pretenia revocar les lleis locals antidiscriminació. Una part del seu testimoniatge, que tractava els possibles significats del terme tolmêma en l'obra de Plató, va ser qualificada d'enganyosa i de perjuri per la crítica. Nussbaum va respondre a aquestes acusacions en un article titulat «Platonic Love and Colorado Law», a on fa referència al El convit de Plató i els seus diàlegs amb Sòcrates com a evidència per al seu argument. El debat va continuar amb una rèplica d'un dels seus crítics més ferms, Robert P. George.
Nussbaum ha criticat el lingüista Noam Chomsky per ser un dels intel·lectuals d'esquerres que sostenen la creença que «no s'ha de criticar els amics, la solidaritat és més important que la correcció ètica». Suggereix que es pot «seguir aquesta línia fins a un vell menyspreu marxista per l'ètica burgesa, però és detestable sigui quin sigui el seu origen». Entre els seus col·legues acadèmics dels quals ha fet ressenyes crítiques dels seus llibres es troben Allan Bloom, Harvey Mansfield i Judith Butler.
Defensa la igualtat de drets dins del feminisme clàssic i va tenir una polèmica molt significativa amb Judith Butler sobre el significat del concepte de «gènere». En un article d'una vintena de planes, «The Professor of Parody», publicat l'any 1999 a la revista The New Republic, va atacar frontalment la tesi central de Butler segons la qual no només el gènere, sinó també el sexe són categories inventades o construccions socials performatives. A parer de Nussbaum, les tesis de Butler i especialment l'ús abusiu del concepte de «gènere» simplement manipulen el llenguatge però no ajuden a resoldre els problemes de les dones reals. En les seves paraules, el pensament de Butler és una mena de «política verbal i simbòlica», que porta a una pèrdua del sentit del compromís públic. Nussbaum qualificà les tesis de Butler com a «quietisme chic» perquè no ofereix cap mitjà a fi de canviar la situació d'opressió que viuen les dones.
Altres debats acadèmics han estat amb figures com John Rawls, Richard Posner i Susan Moller Okin. El gener de 2019, Nussbaum va anunciar que utilitzaria una part dels guanys del premi Berggruen per a finançar una sèrie de taules rodones sobre qüestions controvertides a la facultat de dret de la Universitat de Chicago, conegudes com les «Taules Rodones d'Estudiants Martha C. Nussbaum».

### Enfocament de capacitats
Nussbaum és coneguda per les seves contribucions en desenvolupar l'enfocament de capacitats per al benestar, juntament amb l'economista Amartya Sen, per tal de redreçar la problemàtica de la relació entre el desenvolupament econòmic i l'ètica. Conjuntament amb Sen, va desenvolupar el concepte de «capacitació» (capability approach) que cal no confondre amb capacitat (capabilities). La capacitació és la conseqüència del desenvolupament que permet fer créixer les «llibertats fonamentals», (com ara l'esperança de vida, la implicació en els intercanvis econòmics i la participació política) en tant que aquests elements formen part del desenvolupament, de la mateixa manera que la pobresa és conseqüència de la privació de les capacitacions. Aquesta tesi considera que el desenvolupament humà no s'ha de regir per paràmetres únicament monetaris, i per tant contrasta amb el discurs dominant que només considera el desenvolupament com un creixement del PIB i la pobresa com una privació salarial.
La pregunta clau que fa l'enfocament de capacitats és «Què és capaç de fer i ser cada persona?». Com a tal, l'enfocament examina les capacitats combinades: les habilitats desenvolupables d'un individu (habilitats internes), llibertats i oportunitats. Aquí, «llibertat» es refereix a l'habilitat d'una persona de triar una vida o una altra, i oportunitat es refereix a les condicions socials, polítiques i/o econòmiques que permeten o no permeten el creixement individual.
Nussbaum afirma que tots els humans (i animals no humans) tenen un dret bàsic a la dignitat. Per proporcionar dignitat humana, declara que els governs han de proporcionar «almenys el llindar mínim» de les capacitats següents: vida, salut corporal, integritat corporal, sentits, imaginació i pensament, emocions, raó pràctica, afiliació, altres espècies, joc i control sobre l'entorn d'un mateix, incloent-hi entorns polítics i materials. Les idees de Nussbaum son de caràcter universalista i contrasten amb el relativisme habitualment associat a l'estudi sobre el desenvolupament.

## Obres principals

### The Fragility of Goodness
The Fragility of Goodness: Luck and Ethics in Greek Tragedy and Philosophy confronta el dilema ètic que els individus fermament compromesos amb la justícia són, tanmateix, vulnerables a factors externs que poden comprometre profundament o fins i tot negar la seva felicitat. Analitzant textos literaris així com filosòfics, Nussbaum intenta determinar fins a quin punt la raó pot permetre l'autosuficiència. Finalment, rebutja la noció platònica que la bondat humana pot protegir completament contra el perill, posant-se del costat dels dramaturgs tràgics i Aristòtil en considerar el reconeixement de la vulnerabilitat com una clau per a la realització del bé humà.
La seva interpretació d'El convit de Plató, en particular, va atreure una atenció considerable. Segons la consciència de vulnerabilitat de Nussbaum, la reaparició d'Alcibíades al final del diàleg soscava el relat de Diotima sobre l'escala de l'amor en el seu ascens cap al regne no físic de les formes. La presència d'Alcibíades desvia l'atenció cap a la bellesa física, les passions sexuals i les limitacions corporals, destacant així la fragilitat humana.
El llibre va atreure l'atenció cap a Nussbaum en tot l'àmbit de les humanitats. Va ser elogiat en ressenyes acadèmiques i va obtenir reconeixement en els mitjans de comunicació comercials. Camille Paglia va reconèixer que aquesta obra complia «els estàndards acadèmics més alts» del segle xx, i The Times Higher Education la va descriure com «una obra supremament erudita».

### Cultivating Humanity
Cultivating Humanity: A Classical Defense of Reform in Liberal Education apel·la als textos grecs clàssics com a base per a la defensa i reforma de l'educació liberal. A partir de l'aspiració del filòsof cínic grec Diògenes de Sinope de transcendir «els orígens locals i les pertinences a grups» a favor de convertir-se en un «ciutadà del món», Nussbaum ressegueix el desenvolupament d'aquesta idea a través dels estoics, Ciceró i, finalment, el liberalisme clàssic d'Adam Smith i Immanuel Kant. Nussbaum defensa el multiculturalisme en el context de l'universalisme ètic, defensa la investigació erudita sobre raça, gènere i sexualitat humana, i desenvolupa el paper de la literatura com a imaginació narrativa en qüestions ètiques.
Al mateix temps, Nussbaum també va rebutjar certes tendències acadèmiques. Va condemnar el desconstruccionista Jacques Derrida, afirmant que «pel que fa a la veritat, simplement no val la pena estudiar-lo per a algú que ha estat estudiant Quine, Putnam i Davidson». Cita Zhang Longxi, que qualifica l'anàlisi de Derrida sobre la cultura xinesa de «perniciosa» i sense «evidència d'estudi seriós». De manera més àmplia, va criticar Michel Foucault per la seva «incompletesa històrica i manca de claredat conceptual», però va destacar la seva obra com «l'única obra realment important que ha esdevingut rellevant en la filosofia en el marc del postmodernisme». Nussbaum és encara més crítica amb figures com Allan Bloom, Roger Kimball i George Will, als quals retreu la seva manca de coneixement de cultures no occidentals i les caricatures que fan d'aquestes els departaments d'humanitats actuals.
The New York Times va elogiar Cultivating Humanity com «una defensa apassionada i ben argumentada del multiculturalisme» i la va aclamar com «una defensa formidable, potser definitiva, de la diversitat als campus nord-americans». Per aquesta obra, Nussbaum va rebre el premi Grawemeyer en Educació de la Universitat de Louisville el 2002.

### Sex and Social Justice
Sex and Social Justice argumenta que el sexe i la sexualitat són distincions moralment irrellevants que s'han creat socialment per justificar jerarquies i desigualtats entre grups. Per tant, el feminisme i la justícia social comparteixen inquietuds, busquen desmuntar estructures que atempten contra la dignitat i l'autonomia de les persones per motius de gènere o sexualitat. Rebutja les objeccions antiuniversalistes, que defensen el relativisme cultural, advertint que sense uns valors compartits no és possible condemnar pràctiques opressives en cap context, i proposa les deu llibertats funcionals de la seva teoria d'enfocament de les capacitats, com a criteri de justícia social.
Nussbaum revisa les crítiques feministes al liberalisme, com l'acusació d'Alison Jaggar que el liberalisme exigeix un egoisme ètic. Assenyala que el liberalisme emfatitza el respecte als altres com a individus, i argumenta que Jaggar confon la distinció entre individualisme i autosuficiència. Nussbaum accepta la crítica de Catharine MacKinnon al liberalisme abstracte, assumint la importància de la història i el context de les jerarquies i subordinacions de grup, però conclou que aquesta reivindicació té arrels en el liberalisme i no en una crítica a aquest.
Condemna la pràctica de la mutilació genital femenina, argumentant que impedeix un desenvolupament humà normal a causa dels riscos per a la salut, afecta la funció sexual i constitueix una violació de la dignitat i de l'autonomia de les dones. Emfatitza que la mutilació genital femenina es realitza per la força bruta, que és irreversible, que no és consentida i que està vinculada a costums de dominació masculina. Per tant, insta a enfrontar-se a la mutilació genital femenina com una qüestió d'injustícia.
Nussbaum també desenvolupa el concepte d'«objectificació», que van introduir Catharine MacKinnon i Andrea Dworkin. Defineix l'acte de tractar algú com un objecte a partir de set característiques: la instrumentalització, la negació de l'autonomia, la passivitat, la intercanviabilitat, la violabilitat, la possessió i la negació de la subjectivitat. El fet que consideri la pornografia una eina d'objectificació la situa en desacord amb el feminisme pro-sex. No obstant això, Nussbaum defensa la legalització de la prostitució, una postura que va reafirmar en un assaig de 2008 arran de l'escàndol Spitzer, on escrivia: «La idea de penalitzar dones que ja de per si tenen poques opcions, privant-les d'una de les poques alternatives que els queden, és grotesca.».
El llibre va rebre molt bones crítiques a la premsa. Salon va declarar: «Mostra amb encert com s'utilitza el sexe per negar la justícia social a les dones i als homes homosexuals». The New York Times va elogiar l'obra com a «escrita amb elegància i rigor». Kathryn Trevenen va valorar l'esforç de Nussbaum d'enfocar el feminisme cap a una acció internacional coordinada, i per crear unes directrius universals que estableixin les bases de la justícia social. Patrick Hopkins va destacar especialment el capítol «magistral» de Nussbaum sobre l'objectificació sexual. Andrea Dworkin la va criticar per la «sobreintelectualització constant de l'emoció, que té la conseqüència inevitable de confondre el sofriment amb la crueltat».

### Hiding from Humanity

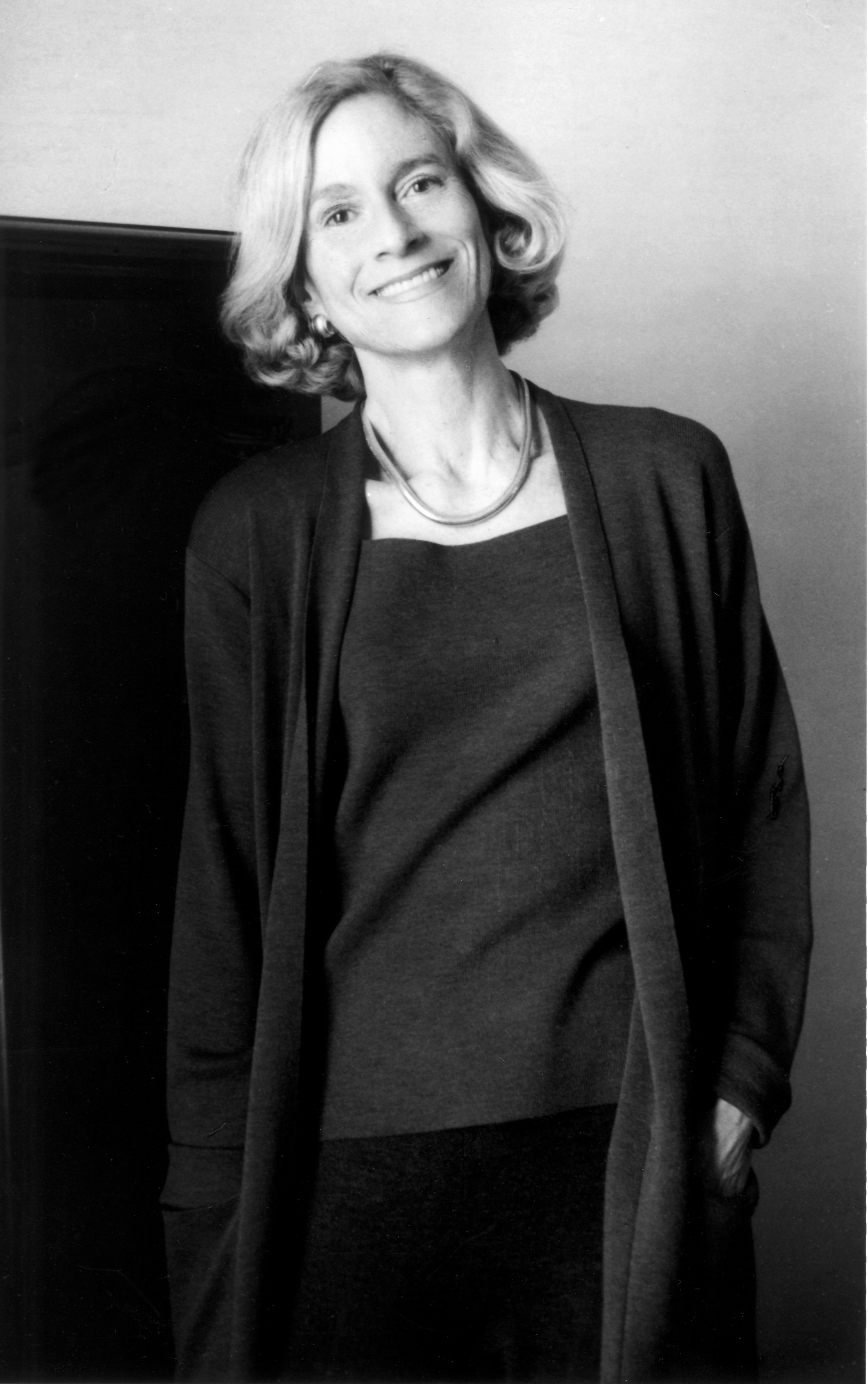
Nussbaum al 2004

A Hiding from Humanity, Nussbaum amplia el seu treball en psicologia moral examinant els arguments a favor d'incloure dues emocions —la vergonya i el fàstic— com a bases legítimes per als judicis legals. Nussbaum argumenta que els individus tendeixen a repudiar la seva imperfecció corporal o animalitat mitjançant la projecció de pors sobre la contaminació. Aquesta resposta cognitiva és en si mateixa irracional, perquè no podem transcendir l'animalitat dels nostres cossos. El resultat de la projecció de pors sobre la contaminació és un fàstic projectiu, i aquest fàstic s'ha fet servir, de manera equivocada, per justificar la discriminació de certs grups (especialment dones, jueus i homosexuals). Per tant, Nussbaum finalment rebutja el fàstic com a criteri fiable de judici. En una entrevista amb la revista Reason, Nussbaum va afirmar:
| «                | El fàstic i la vergonya són inherentment jeràrquics; estableixen rangs i ordres d'éssers humans. També es fan servir per restringir la llibertat de les persones en casos on la seva conducta no fa mal a ningú. Per aquestes dues raons, crec que qualsevol persona que estimi els valors democràtics de la igualtat i la llibertat hauria de desconfiar profundament de l’apel·lació a aquestes emocions en el context de la llei i les polítiques públiques. | » |
| — Julian Sanchez | |   |

The Boston Globe va descriure el seu argument com «característicament lúcid» i la va consagrar com «la principal filòsofa estatunidenca en qüestions de vida pública». En l'àmbit acadèmic, Stefanie A. Lindquist de la Universitat Vanderbilt va qualificar l'anàlisi de Nussbaum com un «tractat extraordinàriament ampli i matisat sobre la interacció entre emocions i dret». Altres es van mostrar més crítics, com Roger Kimball, el qual va acusar Nussbaum de «fabricar» el ressorgiment de la vergonya i el fàstic en el debat públic i va afirmar que pretenia «minar la saviesa moral heretada durant segles».
Nussbaum ha ampliat recentment el seu treball sobre el fàstic per afegir una nova anàlisi de les qüestions legals relatives a l'orientació sexual i la conducta entre persones del mateix sexe. El seu llibre From Disgust to Humanity: Sexual Orientation and the Constitution va ser publicat per Oxford University Press el 2010, com a part de la seva col·lecció «Inalienable Rights», editada per Geoffrey Stone.

### From Disgust to Humanity
En el seu llibre del 2010 From Disgust to Humanity: Sexual Orientation and Constitutional Law, Nussbaum analitza el paper que juga el fàstic en el dret i el debat públic. El llibre tracta principalment els reptes legals constitucionals de les persones gais i lesbianes estatunidenques, i examina qüestions com els estatuts contra el mestissatge, la segregació, l'antisemitisme i el sistema de castes a l'Índia com a part de la seva tesi més àmplia sobre les «polítiques del fàstic».
Postula que la motivació principal d'aquells que defensen restriccions legals contra els homosexuals és el d'una «política del fàstic». Aquestes restriccions legals inclouen impedir que l'orientació sexual sigui protegida sota les lleis contra la discriminació (vegeu Romer contra Evans), les lleis de sodomia contra adults que hi consenten (vegeu Lawrence contra Texas), i les prohibicions constitucionals contra el matrimoni entre persones del mateix sexe (vegeu la Proposició 8 de Califòrnia del 2008). Nussbaum també sosté que les prohibicions legals sobre actes com el ball nu en clubs privats, la nuesa en platges privades, el consum d'alcohol en la vida privada o els jocs d'atzar en sales de joc, que encara es mantenen vigents, participen de les polítiques del fàstic i haurien de ser derogades.
Nussbaum relaciona directament les «polítiques del fàstic» amb Lord Devlin i la seva oposició a l'informe Wolfenden, que recomanava legalitzar les relacions homosexuals consensuades en privat. Devlin s'hi va oposar argumentant que aquestes pràctiques «farien fàstic a l'home corrent». S'oposava al fet que per a Devlin, que certes persones o comportaments puguin provocar una reacció de fàstic ja justifica legislar-hi en contra. També critica la «saviesa de la repugnància» que defensa Leon Kass, un altre corrent de pensament dins les «polítiques del fàstic». Kass sosté que el fàstic, en casos importants, expressa una saviesa profunda que va més enllà del que la raó pot explicar.
La filòsofa rebutja completament que es pugui basar la moralitat en el fàstic com a guia per legislar. Assenyala que al llarg de la història el fàstic popular s'ha utilitzat per justificar persecucions. Basant-se en els seus treballs anteriors sobre la relació entre fàstic i vergonya, observa que el racisme, l'antisemitisme i el sexisme han estat alimentats sovint per la repulsió col·lectiva.
Com a alternativa a aquestes «polítiques del fàstic», Nussbaum defensa el principi de dany de John Stuart Mill com a base adequada per a limitar les llibertats individuals. Segons aquest principi, que fonamenta conceptes legals com el consentiment, la majoria d'edat i la privacitat, es protegeixen els ciutadans de manera racional, mentre que les «polítiques del fàstic» són simplement reaccions emocionals poc fiables sense cap saviesa inherent. A més, Nussbaum argumenta que aquestes polítiques han negat i continuen negant als ciutadans la seva humanitat i igualtat davant la llei sense cap justificació racional, causant greuges socials evidents als grups que en són objecte.

### Creating Capabilities
El llibre Creating Capabilities, publicat per primera vegada el 2011, presenta la seva teoria sobre l'enfocament de les capacitats o l'enfocament del desenvolupament humà. Nussbaum s'inspira en les teories d'altres defensors de l'enfocament de les capacitats com Amartya Sen, però fa la seva aproximació pròpia a aquest concepte. Proposa seleccionar una llista de capacitats basada en alguns aspectes del concepte de «capacitats humanes centrals» de John Rawls.
El llibre de Nussbaum combina idees de l'enfocament de les capacitats, l'economia del desenvolupament i la justícia distributiva per a fonamentar una teoria qualitativa sobre les capacitats. Critica indicadors econòmics com el PIB per no tenir en compte la qualitat de vida i la garantia de les necessitats bàsiques, tot premiant països amb un gran creixement distribuït de manera molt desigual entre la població. El llibre també pretén servir com a introducció a l'enfocament de les capacitats en general i és accessible per a estudiants i persones que s'hi acosten per primera vegada a causa de la falta actual de coneixement general sobre aquest enfocament. Finalment, Nussbaum compara la seva aproximació amb altres perspectives sobre el desenvolupament humà i el benestar econòmic, incloent-hi l'utilitarisme, la justícia rawlsiana i el welfarisme, per argumentar per què l'enfocament de les capacitats hauria de ser prioritzat pels responsables públics en matèria de desenvolupament econòmic.

## Traduccions al català
- «Què vol dir ser humà? No ho preguntis» Filosofia, ara!, (2019), p. 24-25. Traductor. Ignasi Llobera i Trias.

- Baluards de supèrbia. Violència sexual, responsabilitat i reconciliació (Citadels of pride). Editorial Arcadia: 2022. Traductora: Míriam Cano. ISBN 9788412471731

- Sense ànim de lucre. Perquè la democràcia necessita les humanitats (Not for profit). Editorial Arcadia: 2011. Traductora: Dolors Udina. ISBN 9788493702595

- Llibertat de consciència / Liberty of conscience. CCCB: 2011[67]
- Noesi. Textos de filosofia per a les PAU 2025, p. 403-497. Editorial Barcanova: 2025. Traductors: M. Mercè Estévez, Núria Riera, Jeroni Rubió i Judit Sadurní. (fragments traduïts de l'obra Creant capacitats: proposta per al desenvolupament humà) ISBN 9788448962814